# Disonycha antennata
Disonycha antennata är en skalbaggsart som beskrevs av Martin Jacoby 1884. Disonycha antennata ingår i släktet Disonycha och familjen bladbaggar. Inga underarter finns listade i Catalogue of Life.